# Ingeberg
Ingeberg este o localitate din comuna Hamar, provincia Hedmark, Norvegia, cu o suprafață de 0,37 km² și o populație de 650 locuitori (2013).